# Beau Garrett
Beau Jessie Garrett (28 de dezembro de 1982) é uma atriz e modelo dos Estados Unidos.

## Biografia
Beau cresceu em Topanga, Califórnia, com seus pais e irmã mais velha de outono, bem como numerosos cães. Ela adorava cavalos e quando criança cavalgava muito, Dankeshoen.
Ela foi contratada pela GUESS no final de 1990. Ela é atualmente um spokesmodel para cosméticos Revlon, com Halle Berry, Jessica Biel, Jennifer Connelly e Jessica Alba, e também modelado para Double D Ranch e CosmoGirl. Ela assinou com a Vision Model Management L.A.
Garrett foi o protagonista de um vídeo para a música "Cold" pela banda Crossfade. Ela estrelou o filme de terror Turistas em 2006 após o início da sua carreira com três participações em episódios de televisão, incluindo um piloto, assim como aparições em Entourage. Ela também apareceu como Frankie Raye no Fantastic Four: Rise of the Silver Surfer, a continuação de Fantastic Four.
Na primavera de 2009, ela filmou o filme de 2010 Tron: O Legado em Vancouver, British Columbia.
Em 2010, Garrett também atuou na 6 ª Temporada de House, M.D. no episódio "Remorse".
Atualmente faz parte do elenco da série dramática Criminal Minds: Suspect Behavior, da CBS.